# Teatre romà d'Herculà
El Teatre romà d'Herculà és un teatre que data d'època romana; fou soterrat durant l'erupció del Vesuvi l'any 79 i més tard recuperat en les excavacions arqueològiques d'Herculà. És el primer edifici d'Herculà que isqué a la llum.

## Història

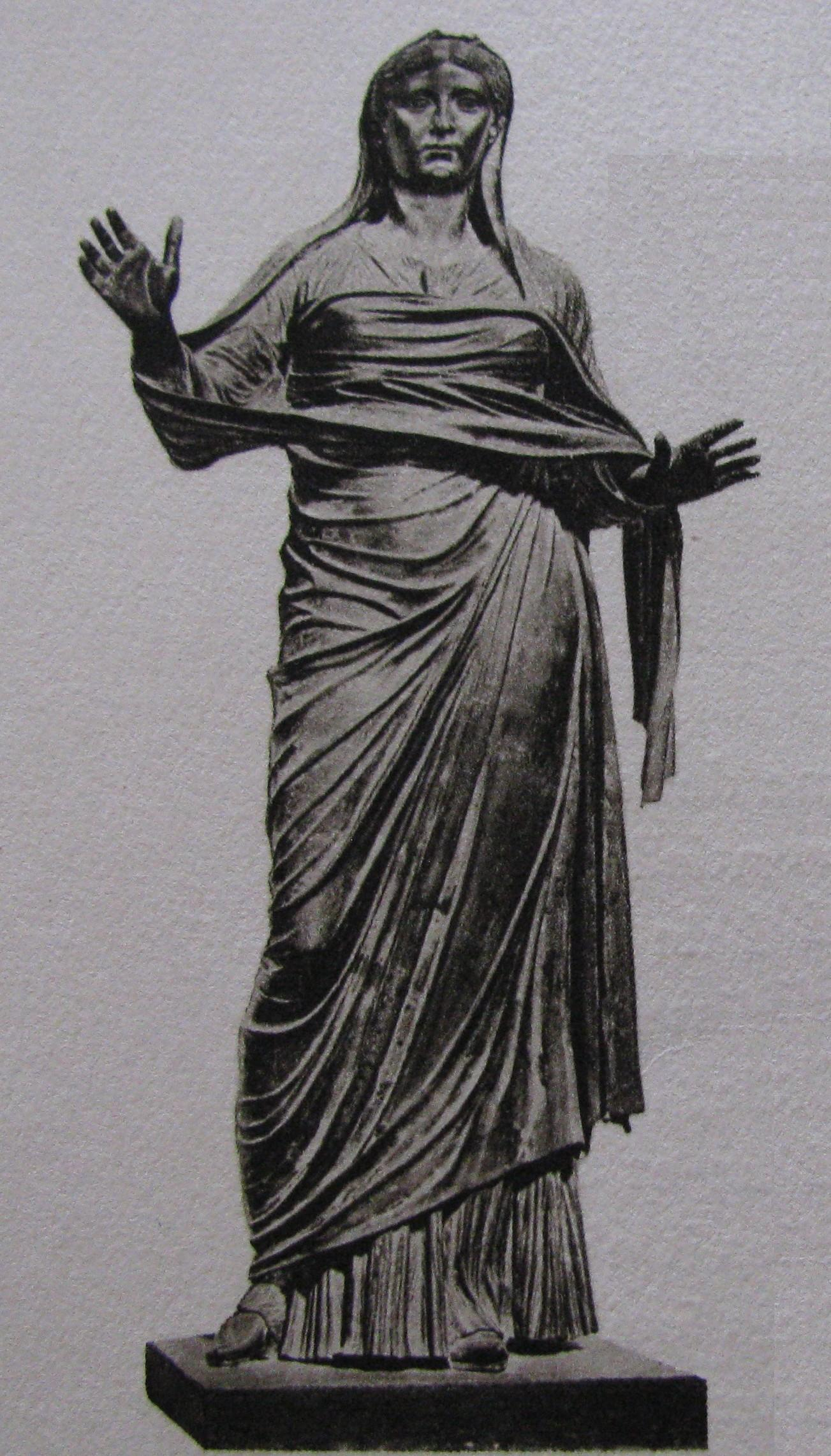
Estàtua d'una matrona

El Teatre d'Herculà es va construir en una zona propera al fòrum durant la primera fase de l'època augusta, a instàncies del duumvir Anni Mammià Ruf, segons un projecte de l'arquitecte Publi Numisi. Té una capacitat per a unes dues mil cinc-centes persones. S'hi representaven comèdies i sàtires. Va patir danys durant el terratrèmol de Pompeia de l'any 62, seguit d'uns treballs de restauració, com ho demostren algunes insercions de maons i la refosa de pintures d'estil pompeià. Durant l'erupció del Vesuvi de l'any 79, es va cobrir amb una capa de cendres, lapil·li i fang, que en solidificar-se creà una sòlida capa de tuf.
Es va descobrir l'any 1710, quan per casualitat, un llaurador, Ambrogio Nocerino, conegut com a Enzechetta, mentre excavava un pou per a regar el seu jardí, trobà unes peces de marbre que després va vendre a un artesà de Nàpols, que construïa capelles en esglésies napolitanes: Emanuele Maurizio d'Elboeuf, per a qui treballava l'artesà, s'assabentà de les troballes, va comprar el pou i va començar-ne la recerca amb túnels. Va descobrir parts del teatre: poc després, però, les excavacions es van interrompre per por de l'esfondrament de les cases del voltant i aquest lloc s'ocupà per al Temple de Júpiter; a més a més de marbres, s'hi trobaren vuit estàtues femenines i una de masculina, unes traslladades al Museu de Dresden, altres al Palau Reial de Portici i una, la Flora, col·locada en una font del jardí botànic; també hi aparegueren columnes en marbre africà, cipol·lí i groc antic, un arquitrau lloant el cònsol Claudi Pulcher i una doli de terracota.
L'any 1738, durant la construcció del Palau Portici, Roque Joaquín de Alcubierre, enginyer del rei Carles III, va conéixer el túnel i les troballes: després d'algunes dificultats, va obtenir l'autorització per a noves recerques; Marcello Venuti, un erudit de l'època, va concloure dels nous descobriments que l'edifici no era el Temple de Júpiter sinó un teatre. Així van començar les primeres publicacions i mapes del jaciment, primer amb Karl Jakob Weber, que va introduir una tècnica d'excavació ordenada, després amb Francesco La Vega, que n'arribà a la superfície fent servir una estació de bombeig. Llavors se'n feren altres estudis a començament del segle XIX dirigits per François Mazois, i després n'hi hagué un llarg període d'abandonament de les excavacions d'Herculà. L'any 1847 l'arquitecte Antonio Niccolini proposa eliminar part de la capa de tuf per deixar a la vista la part superior de l'escena, però aquesta proposta fou rebutjada, mentre que el 1865 es restaurà l'entrada de la baixada cap al teatre. Durant la Segona Guerra Mundial va servir com a refugi antiaeri, mentre que l'any 1993 i entre el 1997 i el 1998 s'hi fer breus temporades de recerca per a trobar una inscripció pintada i part d'una estàtua. El teatre encara està enterrat sota la capa de tuf i només es pot visitar per túnels estrets.

## Descripció

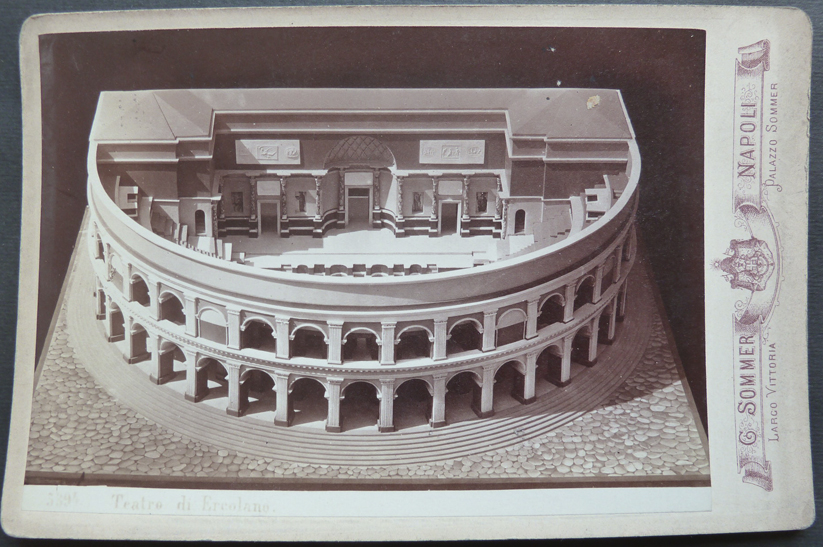
Model

L'accés al teatre es fa per una sala, construïda el 1750 i remodelada el 1849 per facilitar l'entrada de visitants: dins hi ha fotografies de plànols de l'edifici i una maqueta del teatre feta l'any 1808;després d'haver creuat les escales, s'arriba a una altra sala en què s'exposen peces de marbre trobades durant les excavacions, com ara un capitell corinti i un altre de jònic de tuf, una base i una columna truncada en marbre africà. Caminant per un passadís s'arriba a un balcó sostingut per mènsules, construït al s. XVIII, que dona a una claraboia i des d'on podem veure part de l'escala de la mitja càvea. Després de creuar una altra escala, arribem a les primeres estructures del teatre: aquesta s'orienta de nord-est a sud-oest, feta íntegrament d'obra reticulada i formigó, amb l'excepció de l'escenari i la façana exterior de rajola i sostinguda per set radials units per voltes; la càvea té un diàmetre que va dels cinquanta-quatre als quaranta-un metres.

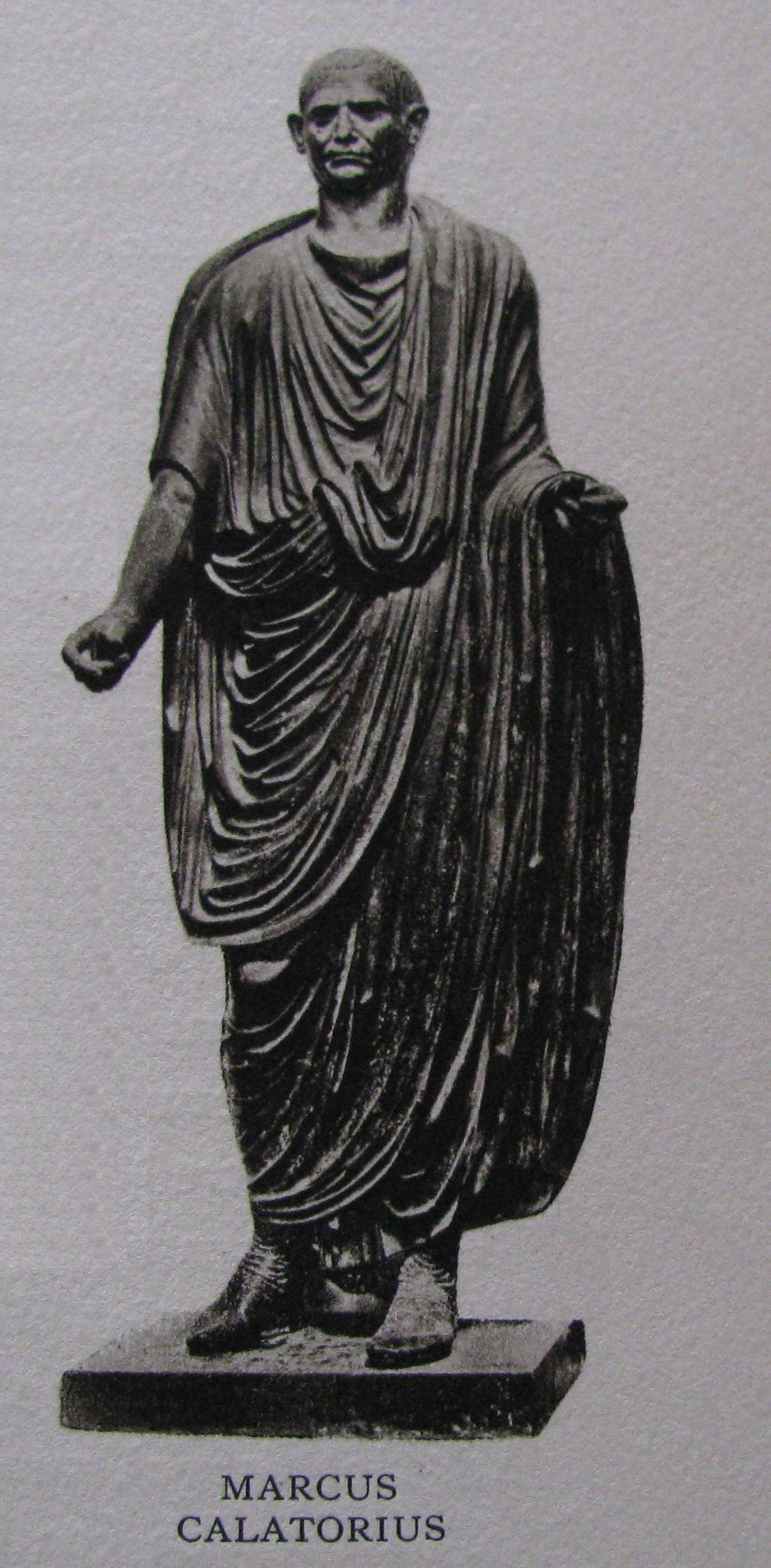
Estàtua de Marcus Calatorius Quartio

La façana exterior té dos ordres d'arcs de mig punt, per un total de disset arcs per planta, els mateixos en tot l'hemicicle, que descansen damunt pilars de rajola: la decoració del penúltim arc presenta pilastres, capitells corintis i cassetons decorats amb estuc i a la base hi ha tres pedestals sobre els quals es van col·locar estàtues de tres togats, una de les quals es conserva al Palau Reial de Portici; tota la façana tenia una base vermella i la resta en blanc. La summa cavea està formada per tres empedrats, protegits per un parapet de tuf i marcats per tres fornícules, originàriament cobertes de marbre, que allotjaven estàtues eqüestres de bronze daurat, de les quals s'han recuperat fragments; després es van fondre per obtenir monedes amb la imatge de Carles III:en particular la fornícula central està ben conservada, encastada entre dues columnes, en rajola i estucada en roig. Una porta de la summa cavea condueix a una de la tribunalia, pavimentada amb marbre blanc i que conserva les bigues de fusta carbonitzades a prop seu hi ha la base d'una estàtua de Marc Noni Balb. La cavea media inclou setze fileres de seients de tuf i està dividida en sis sectors per set escales: originàriament, estava totalment recoberta de marbre, retirat durant les exploracions del Borbó i acabat amb una vora de marbre blanc, conservat en determinats llocs; a part d'un mur circumdant hi ha un revestiment roig amb el croquis d'un paisatge boscós. Set portes donen accés a la galeria d'uns dos metres d'alçada i d'ample amb volta de canó i obra reticulada, arrebossada en blanc: als extrems hi ha dos trams d'escales mentre que el passadís condueix a unes saletes, algunes encara per explorar, de forma trapezoïdal, amb diverses funcions, com l'accés a la summa cavea o amb vestigis de decoració pictòrica, sobretot del primer estil. La ima cavea, antigament separada de la media cavea per lloses de marbre, consta de quatre graons, també recoberts de marbre.
L'orquestra és de forma semicircular i estava pavimentada amb lloses de marbre blanc i groc, del qual en queden poques traces: s'hi van trobar dos seients de bronze, dedicats a Balbus i Pulcher. A prop de l'escenari hi ha el pulpitium, fet de rajola i cobert de marbre, fou restaurat durant les exploracions borbòniques per La Vega, que definí les parts reconstruïdes a partir de les originals: no hi ha, però, una visió general d'aquesta estructura a causa de la construcció de dos pilars posats per Alcubierre per a evitar ensorraments. L'escenari és de rajola i està separat en dos nivells per una gran exedra al bell mig amb la porta reial i dues portes als laterals; aquest era totalment cobert de marbre i tenia columnes en roig, groc, alabastre i marbre africà: dues columnes d'aquest darrer material són visibles a la Capella de la Reggia di Portici, mentre que d'altres podrien haver estat utilitzades, modificant-ne la forma original, al Duomo i a l'església de San Gennaro all'Olmo de Nàpols; a l'escenari hi ha dos capitells corintis, restes de l'arquitrau, una mènsula i un marc enteixinat: d'ací provenen estàtues femenines, i l'Herculà Petit i Gran. La façana de l'escenari es caracteritza per deu columnes en què s'obrin tres portes i quatre nínxols rectangulars, en què es guardaven les estàtues, i quatre torsos d'hòmens en nuesa heroica; les portes donen accés a una gran sala, probablement utilitzada per als actors; a l'escenari trobem frescos del quart estil sobre els quals sovint trobem grafits fets pels espectadors. Darrere l'escenari hi havia un corredor d'uns set metres, amb columnes de rajola d'estuc blanc, recolzades sobre bases de tuf i llambordes d'argila: l'utilitzaven els espectadors durant els entreactes de l'espectacle; un altre passadís s'aixeca pel costat oest amb columnes de rajola i dues mitges columnes que emmarquen l'entrada al parodoi. No es van trobar restes humanes dins el teatre, excepte ossos a prop d'una escala de la media cavea, possiblement pertanyents a un obrer de l'època borbònica.